# Zaglyptogastra ingratella
Zaglyptogastra ingratella är en stekelart som först beskrevs av Cameron 1909.  Zaglyptogastra ingratella ingår i släktet Zaglyptogastra och familjen bracksteklar. Inga underarter finns listade i Catalogue of Life.